# 韶山旅游区

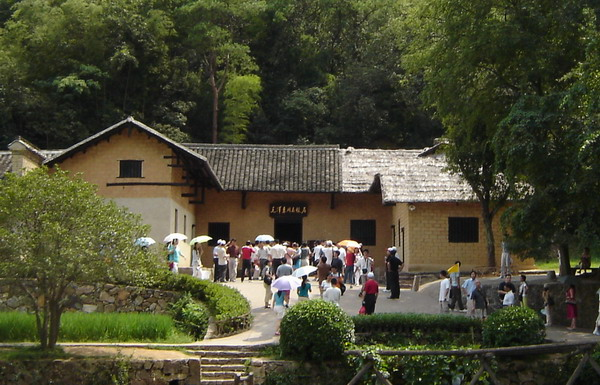
毛泽东故居

韶山是毛泽东的故乡。以其故居为核心保留与新建了一批文化与自然旅游景点，组成了韶山旅游区，1994年成为第3批国家级风景名胜区，2011年被评为湖南省第3个国家5A级旅游景区。主要景区包括：故居、滴水洞、清溪与黑石寨。
韶山冲毛泽东同志故居是位于韶山冲南岸上屋场的一座普通江南农舍，是毛泽东祖父以降三代人的家业，毛泽东在此度过了童年与少年时代。1961年成为第一批全国重点文物保护单位，2001年成为国家4A旅游景区。1993年毛泽东诞辰100周年之际，在其故居旁开辟了毛泽东广场，树立有毛泽东铜像，铜像含基座高10.1米。建成后，成为相关纪念活动的主要场所。2008年，作为韶山“一号工程”的组成部分，广场得到了改扩建，铜像进行了小的移位与转向，使其背靠韶峰，面朝故居，改扩建后的广场总面积为10万多平方米。毛泽东纪念馆兴建于1964年，2008年进行了改建，兴建了遗物馆。2008年，毛泽东纪念馆被评为国家一级博物馆，并从当年3月起提供免费参观。故居景区相关景点还包括南岸私塾、毛氏宗祠等。
滴水洞被毛泽东称为“西方山洞”，位于毛泽东故居以西大约4千米。三面环山，一面以小山涧为出口。山上有泉水，从岩石滴下，故被称作“滴水洞”。1962年建成了滴水洞别墅，1966年6月毛泽东回韶山居住于此、滴水洞景区2006年成为4A景区。
韶峰、清溪与黑石寨主要为自然风景区。